# رینگولد (ویرجینیا)
رینگولد (به انگلیسی: Ringgold) یک منطقهٔ مسکونی در ایالات متحده آمریکا است که در Pittsylvania County واقع شده‌است. رینگولد ۱۷۴٫۹۶ متر بالاتر از سطح دریا واقع شده‌است.